# Bettye Lane
Bettye Lane (Boston, 19 de setembro de 1930 — Manhattan, 19 de setembro de 2012) foi uma fotojornalista americana conhecida por documentar eventos importantes do movimento feminista, do movimento pelos direitos civis e do movimento pelos direitos dos homossexuais nos Estados Unidos. Ingressou na rede de televisão CBS em 1960 e, de 1962 a 1964, trabalhou no Saturday Evening Post. Seu trabalho foi publicado na National Observer, Time, Life e Associated Press.
O trabalho de Lane foi exibido no Instituto Smithsonian, e algumas de suas fotografias fazem parte da coleção permanente do Museu Nacional das Mulheres nas Artes. Seu trabalho também faz parte das coleções da Biblioteca Pública de Nova Iorque e das bibliotecas das universidades de Harvard e Duke. Suas fotografias também foram utilizadas em documentários e livros publicados.
Lane faleceu no dia do seu 82.º aniversário.

## Juventude
Bettye Lane (nascida Elisabetta Foti) era uma dos oito filhos dos imigrantes italianos Luigi e Antonietta Foti. Depois que seu pai voltou para a Itália, sua mãe ficou com dificuldades para pagar as contas, sendo obrigada a colocá-la sob os cuidados de uma família mais rica por um tempo. Elizabeth foi posteriormente obrigada a abandonar a escola primária para trabalhar numa fábrica de calçado. Após um breve casamento com um veterano da Segunda Guerra Mundial, mudou-se para Nova Iorque, mantendo o nome de casada.

## Carreira
Lane começou a se interessar por relações públicas em 1959, quando ingressou na Faculdade de Relações Públicas e Comunicação da Universidade de Boston. Concluiu os estudos em 1962. De 1959 a 1962, Lane trabalhou no Departamento de Imprensa da Universidade Harvard, onde teve contato com assuntos de atualidade. Além disso, Lane foi contratada pela CBS Television em 1960. O trabalho de Lane com relações públicas e notícias, de 1959 a 1962, a preparou para seu primeiro emprego como fotojornalista. Em 1962, a revista semanal Saturday Evening Post a contratou como fotojornalista e ela trabalhou lá até 1964. Em 1966, o jornal National Observer contratou Lane para o mesmo cargo e ela permaneceu lá até 1977. Lane foi contratada pelo National Observer após conhecer o editor de fotografia do jornal em um protesto em 1966. Ele ficou tão impressionado com sua devoção e dedicação que a contratou e acabou auxiliando-a a se tornar conhecida como a fotógrafa oficial do movimento feminista.
Foi durante seu tempo trabalhando no National Observer, um jornal semanal de Nova Iorque, que Lane teve sua grande chance. Em 1970, Lane teve seu primeiro contato com o movimento feminista quando foi designada para cobrir a primeira Greve das Mulheres pela Igualdade. O protesto foi organizado pela Organização Nacional para Mulheres e lutava pela igualdade das mulheres no local de trabalho. Após fotografar a Greve das Mulheres pela Igualdade, Lane ficou obcecada em fotografar o movimento feminista e fez questão de participar e fotografar todos os protestos e comícios, independentemente de ter sido designada para isso ou não. Foi essa dedicação que fez com que Lane se tornasse conhecida como a fotógrafa oficial do movimento feminista.
Após deixar o National Observer em 1977, Lane tornou-se independente, não se vinculando a nenhuma publicação específica, mas aceitando trabalhos da Time, Life e Associated Press.
Lane concentrou seu trabalho em manifestações pelos direitos civis, protestos durante a Guerra do Vietnã e marchas pelos direitos dos homossexuais. Foi uma das poucas fotógrafas a documentar os distúrbios de Rebelião de Stonewall em Greenwich Village, considerados o início do movimento pelos direitos dos homossexuais nos Estados Unidos.

## Morte e legado
Lane faleceu em 19 de setembro de 2012. Seus problemas de saúde variavam de câncer de estômago a artrite reumatoide. Ela deixou uma irmã, Josephine Caton, de Boston, e vários sobrinhos e sobrinhas.
Ela é considerada “a fotógrafa oficial do movimento feminista”. Suas fotografias foram apresentadas em mais de 70 documentários e livros sobre os distúrbios de Stonewall. Uma de suas fotos foi incluída na série de selos postais “Celebrate the Century” dos Correios dos Estados Unidos em 2000. A autora e ativista lésbica Sarah Schulman escreveu que “suas fotos da época são clássicas, mostrando mulheres, homens, pessoas trans, drag queens e pessoas de cor intrínsecas ao movimento da época”.
Lane passou o final de sua vida organizando suas fotografias e doando-as a diferentes organizações para lançar luz sobre a história do movimento feminista. Seu legado está preservado na Biblioteca Schlesinger da Universidade Harvard, na Biblioteca do Congresso, no Museu Nacional das Mulheres nas Artes, em Washington, D.C., na Biblioteca Pública de Nova Iorque e na Biblioteca Rubenstein da Universidade Duke.

## Fotografias
Suas fotografias se destacam das de outros fotógrafos porque, embora tenha fotografado as líderes importantes do movimento feminista, Lane fotografou pessoas comuns durante os protestos. Descobriu que essas fotografias capturavam melhor a emoção e a essência do movimento feminista do que as fotografias das líderes.